# 粮道街
粮道街是位于武汉市武昌区的一条街道。位于蛇山北面，处胭脂山、花园山之间，东西走向，东起中山路，西接中华路，计一千四百六十一米。

## 历史
粮道街是一条有600年历史的老街，旧时粮草就是从这里进出武昌城。
粮道街得名于清代曾在此设的督粮道衙门，其东段原名巡道岭，中华人民共和国成立后将东段合并，统称粮道街。
原中华路至云架桥一段，宽仅四米，狭窄拥挤，破损不堪，沿街百姓饱受渍水泥泞之苦。
1998年，粮道街进行拓宽改造，沥青小道扩建后道宽三十米，双向两股车道
，然而原在粮道街上的一些历史建筑，如巡道岭256号（粮道街273号）的项英故居等，也随之遭到拆除。
从古至今，粮道街书香不断，明清曾先后有勺庭书院，江汉书院坐落其中
；至民国初期，粮道署被改造成私立中华大学，又有武汉中学等其他中学及专业学校，计大学一所，中学两所，专业学校三所
；现今则有湖北美术学院、武汉中学、粮道街中学及文华中学驻地在此。